# Minerstwo
Minerstwo – termin odnoszący się do dwóch obszarów działalności wojskowej: wojny podziemno-minerskiej i inżynierii materiałów wybuchowych.
Minerstwo jako wojna podziemno-minerska to działania polegające na wykonywaniu podziemnych chodników w celu instalowania pod nieprzyjacielskimi umocnieniami ładunków wybuchowych, służącymi do ich zniszczenia.
Jako dziedzina inżynierii wojskowej (inżynieria materiałów wybuchowych), minerstwo obejmuje prace związane z użyciem materiałów wybuchowych, środków minerskich (np. min, ładunków wydłużonych) oraz sprzętu minerskiego (jak ustawiacze min, trały przeciwminowe itp.), tak w zakresie teoretycznym, jak i praktycznym.

## Zagadnienia
Wśród zagadnień, które badają i opracowują inżynierowie materiałów wybuchowych, można wyodrębnić:
- Rozwój i charakterystyka nowych materiałów wybuchowych
- Minowanie i rozminowywanie terenów i obiektów[3]
- Analiza fizycznego procesu detonacji
- Generowane wybuchowo fale uderzeniowe i ich wpływ na materiały
- Testy bezpieczeństwa materiałów wybuchowych
- Analiza i inżynieria piaskowania dla górnictwa
- Projektowanie i analiza wojskowych materiałów wybuchowych
- Produkcja materiałów wybuchowych
- Edukacja i certyfikaty bezpieczeństwa materiałów wybuchowych

## Organizacje
Organizacje zajmujące się lub prowadzące programy inżynierii materiałów wybuchowych:
- Explosives Academy[4]
- International Society of Explosives Engineers (ISEE)
- Missouri University of Science and Technology[5]
- New Mexico Institute of Mining and Technology (New Mexico Tech)
- The Academy of Blasting and Explosive Technology[6]